# Horny as Hell
Horny as Hell es el sexto álbum de estudio de la banda de garage rock norteamericana The Fuzztones. El disco, publicado en 2008, fue producido por el líder y único superviviente de la formación original Rudi Protrudi y la teclista berlinesa Lana Loveland.

## Lista de canciones
| N.º | Título                   | Duración |  |
| 1.  | «Garden of My Mind»      | 2:35     |  |
| 2.  | «Bad News Travels Fast»  | 2:36     |  |
| 3.  | «Brand New Man»          | 2:27     |  |
| 4.  | «Girl, You Captivate Me» | 2:17     |  |
| 5.  | «Third Time's the Charm» | 3:20     |  |
| 6.  | «Be Forewarned»          | 3:25     |  |
| 7.  | «Cheyenne Raider»        | 2:37     |  |
| 8.  | «99th Floor»             | 2:19     |  |
| 9.  | «Alexander»              | 3:04     |  |
| 10. | «Black Lightning Light»  | 7:46     |  |
| 11. | «I Never Knew»           | 2:59     |  |
| 12. | «Yeah Babe»              | 3:12     |  |
| 13. | «Highway 69»             | 2:50     |  |
| 14. | «Johnson in a Headlock»  | 3:25     |  |
| 15. | «Ward 81»                | 5:55     |  |
| 16. | «Blood from a Stone»     | 2:40     |  |
| 17. | «She's Wicked»           | 3:15     |  |